# Johan Liiva
Johan „Liiva” Axelsson (născut pe 18 noiembrie 1970 în Helsingborg, Suedia) este un vocalist suedez de metal extrem, cunoscut în special ca membru fondator și fost vocalist al trupei suedeze de death metal melodic Arch Enemy. Johan Liiva a fost de asemenea membru al formațiilor Carnage, Furbowl și NonExist. Actualmente el este vocalistul trupei Hearse.

## Biografie
Johan Liiva a format Carnage în 1988, împreună cu Michael Amott, prietenul său din copilărie. Johan e prezent pe primul demo, „The Day Man Lost”, însă a părăsit trupa înainte de albumul de debut „Drak Recollections”, care a fost înregistrat în 1990. Împreună cu bateristul Max Thornell, Johan a format Furbowl, asigurând părțile de voce și chitară.  Trupa și-a lansat în 1992 albumul de debut, „Those Shredded Dreams”, la casa de discuri Step One Records.  Pe album e prezent ca invitat și Michael Amott, care asigură solourile de chitară pe două din piese. Angajând încă un chitarist, Nicklas Stenemo, trupa lansează în 1994 cel de-al doilea album, „The Autumn Years”, la casa de discuri Black Mark Productions, însă proiectul Furbowl este abandonat la puțin timp după aceea.
După decesul Furbowl la mijlocul anilor '90, Johan va face din nou echipă cu Michael Amott, pentru a forma trupa Arch Enemy în 1996. Primul album, Black Earth, lansat în Japonia în același an, a devenit un neașteptat succes local, beneficiind de audiență la emisiunea MTV Rocks! a postului MTV Japonia, iar în 1998 Arch Enemy sunt invitați să concerteze în Japonia și semnează un contract cu casa de discuri Toy's Factory Records. Arch Enemy lansează în 1998 albumul Stigmata pe mai multe continente simultan, iar trupa pornește pentru prima dată în turneu. În 1999 trupa scoate pe piață albumul de studio Burning Bridges și albumul live Burning Japan Live 1999, cel de-al doilea fiind ultimul album al lui Johan Liiva cu trupa Arch Enemy.
În noiembrie 2000, Johan spune că a primit o scrisoare de la Michael Amott, care îl anunța că Arch Enemy va intervieva un nou vocalist și că Johan ar trebui să se ocupe de alte proiecte. „Am încercat să-l sun, dar nu mi-a răspuns, însă până la urmă am dat de el și mi-a explicat că asta-i situația și nu am ce face”. Șocat, Johan pleacă și formează trupa NonExist, împreună cu chitaristul Johan Reinholdz (Andromeda) și bateristul Matte Modin (Dark Funeral, Defleshed). Trupa a înregistrat un singur album, „Deus Deceptor”, în 2002, înainte ca membrii ei să se despartă.
Johan va înființa curând după aceea formația Hearse, împreună cu Mattias Ljung la chitară și fostul coleg de trupă de la Furbowl, Max Thornell, la tobe.  Trupa e foarte activă până în ziua de astăzi, înregistrând și lansând „Dominion Reptilian” în 2003 la casa de discuri Hammerheart Records, „Armageddon, Mon Amour” în 2004 la casa Candlelight Records, „The Last Ordeal” în 2005 la Karmageddon Records, și „In These Veins” la Dental Records, în 2006.
Johan Liiva mai apare ca vocalist invitat și pe „Blind Eyes Bleed”, albumul de debut al trupei canadiene de death metal industrial Synastry, album înregistrat în 2007 și lansat în 2008. Johan asigură partitura de voce pe piesa „Visions Of Anger”.

## Discografie

### cu Furbowl
- „Those Shredded Dreams” (1992)
- „The Autumn Years” (1994)

### cu Arch Enemy
- Black Earth (1996)
- Stigmata (1998)
- Burning Bridges (1999)
- Burning Japan Live 1999 (2000)
- Wages of Sin (Disc 2) (2001)

### cu NonExist
- „Deus Deceptor” (2002)

### cu Hearse
- „Dominion Reptilian” (2003)
- „Armageddon, Mon Amour” (2004)
- „The Last Ordeal” (2005)
- „In These Veins” (2006)

### Apariții ca invitat
- Necrony — voce pe „Pathological Perfomances” (1993)
- Birdflesh — „Alive Autopsy/Trip To The Grave” (2001/2004)
- Manipulated Slaves — voce de fundal pe „The Legendary Black Jade” (2002)
- Legen Beltza — voce pe „Dimension Of Pain” (2006)
- Synastry — voce pe piesa „Visions of Anger” de pe albumul „Blind Eyes Bleed” (2008)
- Oceans of Sadness — pe piesa „In The End” de pe albumul „The Arrogance of Ignorance” (2008)